# Nasanu Naka
Nasanu Naka (生さぬ仲, lit. "sem relação de sangue") é um filme de drama mudo japonês de 1932 dirigido por Mikio Naruse, baseado em um romance do escritor japonês Shunyo Yanagawa.

## Sinopse
Depois de cinco anos no exterior, a atriz Tamae retorna ao Japão para se reunir com sua filha Shigeko, que ela deixou para trás com seu então marido Atsumi, para poder avançar e manter sua carreira profissional. Na sua ausência, Atsumi casou-se novamente, e o vínculo entre Shigeko e sua madrasta Masako tornou-se tão forte em comparação ao da menina com sua mãe biológica. Quando a empresa de Atsumi vai à falência e sua família é forçada a se mudar para uma zona onde predomina a classe baixa, Tamae vê sua chance de atrair Shigeko, mas acaba tendo que aceitar que seu dinheiro não pode compensar o amor mútuo que Shigeko e Masako nutrem uma pela outra.

## Elenco
- Yoshiko Okada como Tamae Kiyooka
- Shin'yō Nara como Shunsaku Atsumi
- Yukiko Tsukuba como Masako, esposa de Atsumi
- Toshiko Kojima como Shigeko, filha de Atsumi
- Fumiko Katsuragi como Kishiyo, mãe de Atsumi
- Jōji Oka como Masaya Kusakabe
- Ichiro Yūki como Keiji Makino
- Shozaburo Abe como "Gen, o Pelicano"

## Análise
A biógrafa de Naruse, Catherine Russell, vinculou Nasanu Naka a outros filmes de Naruse da mesma época, como Otome-gokoro sannin shimai, Tsuma yo bara no yō ni e Uwasa no musume, ao usar a figura popular, mas controversa, da moga (garota japonesa moderna com valores e moda ocidentais), que se destacava com outra mulher ou irmã japonesas, mas tradicionais.

## Legado
Nasanu Naka foi exibido na Cinémathèque Française em 2006 e no Festival Internacional de Cinema de Berlim em 2007, em sua seção intitulada "Retrospektive".